# Езова, Светлана Андреевна
Светлана Андреевна Езо́ва (23 декабря 1943, Семипалатинск, Казахская ССР, СССР) — советский и российский учёный и педагог, специалист в области библиотечно-информационной деятельности и высшего библиотечного образования. Кандидат педагогических наук (1970), профессор (1996).

## Биография
Родилась 23 декабря 1943 года в Семипалатинске в семье военнослужащего. С 1962 по 1966 годы училась на библиотечном факультете Восточно-Сибирского государственного института культуры. После его окончания с отличием была рекомендована в аспирантуру ЛГИКа. Защитив в срок диссертацию, вернулась в родной институт в качестве старшего преподавателя. Более 15 лет возглавляла кафедру библиотековедения и более 10 лет работала в качестве декана библиотечного факультета. Ей было присвоено звание доцента, а затем и звание профессора. В настоящее время читает более 10 учебных курсов: "Этика библиотечного общения", "Библиотечная профессиология", "Библиотечная среда и пространство", "Методология библиотечно-педагогической деятельности", "Методология научно-исследовательской деятельности в библиотечно-информационной сфере" и др.

## Награды и почётные звания
Почётный работник высшего профессионального образования Российской Федерации (2000). Заслуженный работник культуры Республики Бурятия (1995). Ветеран труда (1999). Действительный член Международной академии информатизации (2002). Отличник культуры Республики Саха (Якутия). Награждена Почётной грамотой Народного хурала Республики Бурятия (2004, 2008, 2015), дипломом «Лучший профессор ВСГАКИ» (2004), нагрудным знаком «Честь и польза» Международного благотворительного фонда «Меценаты столетия» (2006).   

## Научные работы
Автор 13 книг и более 550 статей по проблемам библиотечного общения, профессиональной этики, методологии научного исследования, методологии преподавания в высшей школе.
В том числе:
- Езова С. А. Библиотечное общение / С. А. Езова; М-во культуры РСФСР, Вост.- Сиб. гос. ин-т культуры. – Улан-Удэ: Бурят. кн. изд-во, 1990. – 68 с.
- Езова С. А. Работа с читателями – процесс творческий: [сб. ст.] / С. А. Езова ; Вост.-Сиб. гос. ин-т культуры, Каф. библиотековедения. – Улан-Удэ: Б.и., 1993. – 83 с.
- Езова С. А. Формирование и развитие положительной "Я – концепции"  библиотекаря: (соц.-психол. тренинг) / С. А. Езова. – Улан-Удэ, 1995. – 104 с.
- Езова С. А. Грани библиотечного общения : учеб.-метод. пособие / С. А. Езова. – М.:  ИПО "Профиздат», 2002. – 160 с.: табл. – (Современная библиотека; Вып. 25.)
- Езова С. А. Культура общения библиотекарей: учеб.-метод. пособие. – М. : Либерея, 2004. – 144 с. – (Библиотекарь и время. XXI век; Вып. 11).
- Езова С. А. Библиотечное общение как феномен исследования: моногр. / С. А. Езова. – М.: Либерея- Бибинформ, 2007. – 160 с.
- Езова С. А. Библиотечное общение: учеб.-метод. пособие / С. А. Езова; М-во культуры РФ, ФГОУ ВПО "Восточно-Сибирская государственная академия культуры и искусств" ; науч. ред. Р. И. Пшеничникова. – Улан-Удэ : ИПК ВСГАКИ, 2008. – 124 с. – Библиогр.: с. 119-122.
- Езова С. А. Библиотекарь и читатель: типы поведения науч.-метод. пособие / С. А. Езова – М. : Либерея – Бибинформ, 2009. – 109 с. – (Библиотекарь и время. XXI век; Вып. 116).
- Езова С. А. Мир библиотечного общения: науч.-практ. пособие / С. А. Езова. – М. : Литера, 2010. – 251 с.
- Езова С. А. Профессиональное общение: новые нюансы и аспекты: науч.-практ. пособие / С. А. Езова. – М.: Либерея-Бибинформ. – 2012. – (Библиотекарь и время. XX век ; вып. 136) (в печати).
- Езова С. А. Общение и этика библиотекаря: сб. ст. (2011-2012 г.г.) / отв. ред. Р.И. Хамаганова. – Улан-Удэ: Изд-во Бурят. госуниверситета, 2013. – 116 с.
- Светлана Андреевна Езова: биобиблиографический указатель/ Вост.-Сиб. гос. акад. культуры и искусств. Сост. С. А. Езова, науч. ред. Р. И. Хамаганова.- Улан-Удэ::Изд. –полигр. Комплекс ВСГАКИ, 2008-96 с.(Материалы к биобиблиографии деятелей библиотековедения).

## О ней
- Езова Светлана Андреевна // Кто есть кто на академическом олимпе : к 10-летию отд-ния "Библиотековедение" Междунар. акад. информатизации при ООН : справ. ; авт. – сост. и отв. за вып. В. К. Клюев; науч. ред. Ю. Н. Столяров / Междунар. акад. информатизации, Отд-ние "Библиотековедение". – М., 2004. – С. 64-66.
- Никифоров С. И. Гордость академии / С. И. Никифоров. – Улан-Удэ, 2005. – С. 28-29.
- Езова Светлана Андреевна // Преподаватели Восточно-Сибирской государственной академии культуры и искусств (1995-май 2005 г.г) : справ. / Вост.-Сиб. гос. акад. культуры и искусств; науч. ред. Р. И. Пшеничникова; отв. за вып. Ю. А. Серебрякова; сост. Т. В. Бурлакова, И. А. Поняева. – Улан-Удэ, 2005. – С. 83-84.
- Осипова И. П. Езова Светлана Андреевна / И. П. Осипова // Библиотечная энциклопедия / Рос. гос. б-ка ; гл. ред. Ю. А. Гриханов. – М., 2007. – С. 375-376.
- В гармонии с миром: [к 65-летию С. А. Езовой] / В. К. Клюев, С. Г. Матлина, М. М. Куршева [и др.] // "Библиотечное дело". – 2008. – № 23. – С. 31-33.
- Хамаганова Р.И. 70 лет со дня рождения кандидата педагогических наук, известного библиотековеда Светланы Андреевны Езовой // Бурятия: календарь знаменат. и памят. дат на 2013 г. НБ РБ. – Улан-Удэ, 2012. с. 194-197.
- Столяров Ю.Н. Светлана Андреевна Езова: активность, неравнодушие, принципиальность (к 70-летию со дня рождения) // Библиопанорама. 2013. № 2. С. 74-76.
- Поздравляем Светлану Андреевну Езову с юбилеем: Скитневский В. Во всем ей хочется дойти до самой сути. Тихомирова И.И. Мой друг бесценный. Матлина С. Роскошь человеческого общения. Клюев В. Мыслитель. Созидатель. Вдохновитель // Библиотечное дело. 2013. № 23. с. 28-30.
- Матлина С.Г. «Следует жить…» (Размышления о новом сборнике статей С.А. Езовой. К юбилею автора) // Науч. и техн. б-ки. 2013. № 12.